# 汐博
『汐博』（しおはく、Shiodome Expo）は、日本テレビが毎年夏に開催していたイベント。会場は東京・汐留の日テレプラザ（日本テレビ敷地内）。2010年から2014年まで開催された。
本項では、冬期開催イベント『冬の汐博』（ふゆのしおはく）についても述べる。

## 概要

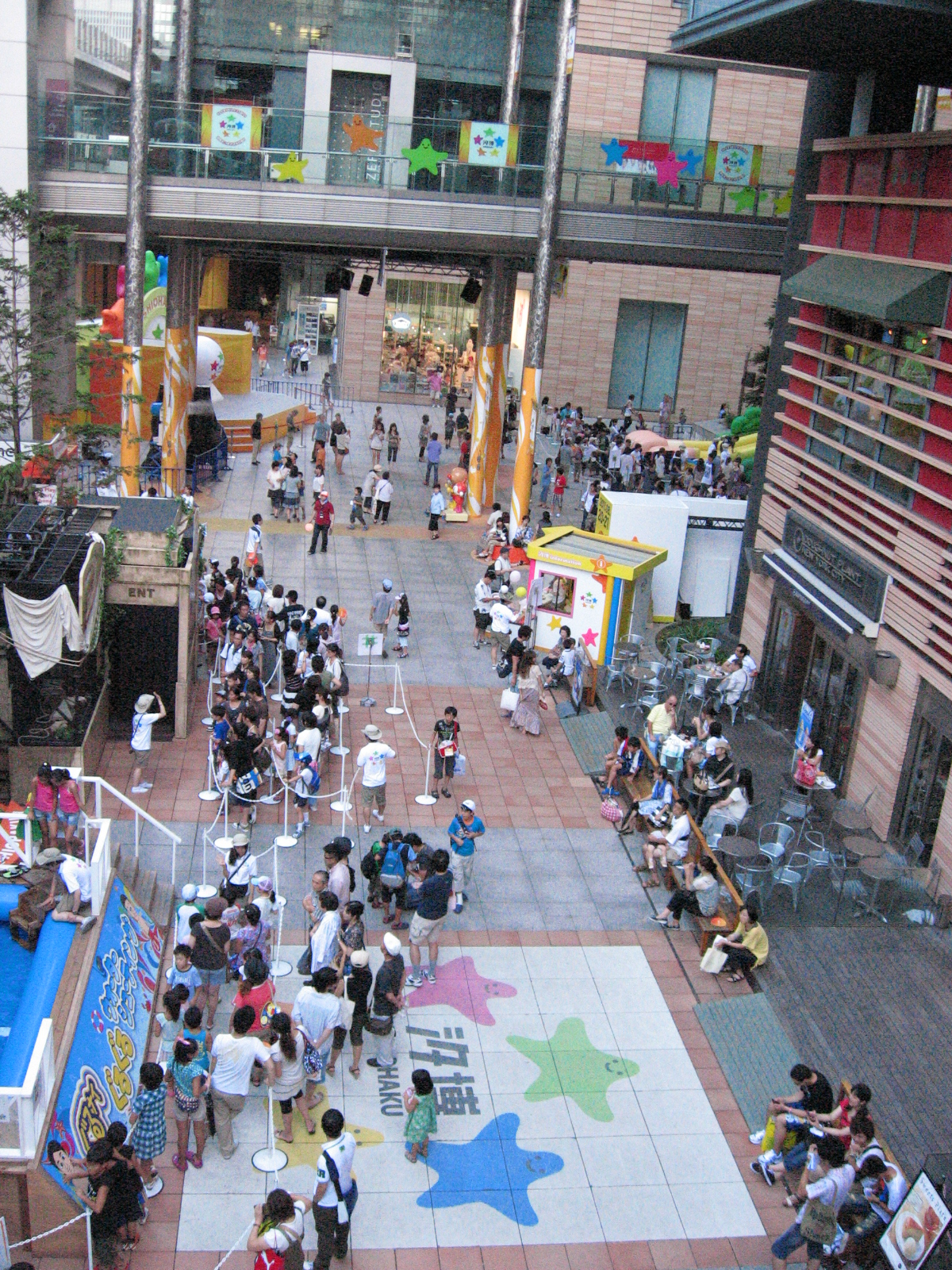
「汐博2011」の様子（2011年8月）

2004年から開催されていた『GO!SHIODOMEジャンボリー』をリニューアルし、2010年から汐留シオサイトの夏イベントと一体化、イベント名を『汐留博覧会』に改題。2011年からはイベント名を、前タイトルの『汐留博覧会』を略して『汐博（西暦）』に統一。
本イベントでは「テレビもりもり、テンコ盛り!!」をキャッチフレーズにしてきた。
前身の『GO!SHIODOMEジャンボリー』から同様に、イベントでは『世界の果てまでイッテQ!』『ダウンタウンのガキの使いやあらへんで!!』をはじめとする日テレの人気番組のブース・グッズ販売店・飲食店・ステージライブなどが開かれる。
入場料は無料だが、一部のアトラクションは有料。本イベントからはリニューアルに伴い、一部のパビリオンが有料となった。
なお、開催期間中、毎年8月に放送される『24時間テレビ 「愛は地球を救う」』の関係上、「24時間テレビ」特設ブース（福祉車両の展示など）や専用募金箱が設置される。また、2011年度からイベントの収益の一部は24時間テレビに寄附され震災支援などに使用される。
2011年は東日本大震災からの復興をはじめとして、日本を元気にするため「頑張れニッポン!元気計画!!」がキャッチフレーズに加わった。規模も若干拡大され、公共地下歩道にもアトラクション等が設置された。また、会場内各所で節電のため様々な工夫が行われた。
なお、収益の一部は24時間テレビチャリティー事務局に寄付されている。
『汐博』としての開催は2014年をもって発展的終了し、2015年からは新たな後継イベント『超☆汐留パラダイス!』として、事実上リニューアルして開催される。

## 開催日程
| 年     | イベント正式名     | 開催期間          | 開催日数 |
| ------ | ------------------ | ----------------- | -------- |
| 2010年 | 『汐留博覧会2010』 | 7月23日 - 8月29日 | 38日間   |
| 2011年 | 『汐博2011』       | 7月22日 - 8月21日 | 31日間   |
| 2012年 | 『汐博2012』       | 7月25日 - 8月26日 | 33日間   |
| 2013年 | 『汐博2013』       | 7月24日 - 8月25日 | 33日間   |
| 2014年 | 『汐博2014』       | 7月31日 - 8月31日 | 32日間   |

※会期は『24時間テレビ』放送当日の日曜日までに設定されている。

## テーマソング
| 年     | アーティスト   | 曲名                     |
| ------ | -------------- | ------------------------ |
| 2010年 | ノースリーブス | 『君しか』               |
| 2011年 | 吉川友         | 『ハピラピ 〜Sunrise〜』 |
| 2012年 | ぱすぽ☆        | 『夏空HANABI』           |
| 2013年 | 私立恵比寿中学 | 『誘惑したいや』         |
| 2014年 | LinQ           | 『ナツコイ』             |

## 主なイベント
（※印は有料）
- 日テレART DAIDOGEI

### 日テレタワー会場

#### B2F・ゼロスタ広場
通年展示
- 24時間テレビ福祉車両展示（24時間テレビ放送週のみ）

2010年
- ぱっツンSTAGE
- 高校生クイズパビリオン（早押しチャレンジ）
- 世界の果てまでイッテQ!パビリオン※
- 密室謎解きバラエティー 脱出ゲームDERO!パビリオン※
- Audi A5 Sportback
- 食は知恵なり〜自然のちから〜コーナー

2011年
- ぱっツンSTAGE

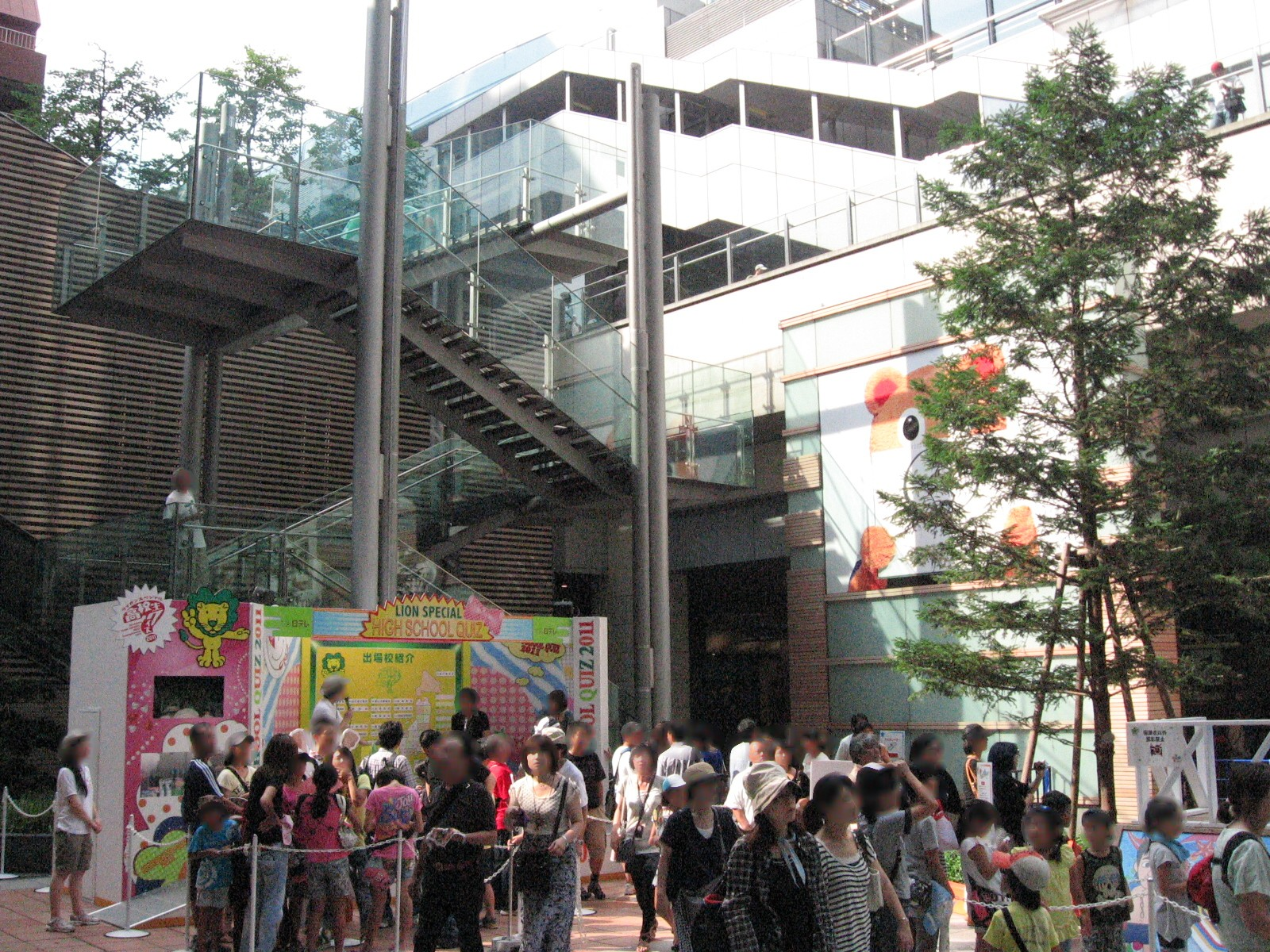
「汐博2011」の様子（2011年8月）

- 宝探しアドベンチャー 謎解きバトルTORE!パビリオン※
- ぐるナイ ぐるぐるウォーターシューティング
- 高校生クイズパビリオン（早押しクイズ）
- SCOOPER近未来型ミニボーリング
- ハンゲームパビリオン
- ぱっツンPARK Bゾーン（1ゲーム※）
  - 1億人の大質問!?笑ってコラえて!ダーツゲーム
  - 世界の果てまでイッテQ! 男の挑戦シリーズ マシュマロキャッチ
  - カイジII人生奪回スマートボール
  - 火曜サプライズにんに君GENKIチョップ白刃取り
  - 金曜ロードショースタンリーのバランスゲーム

2012年
- ぱっツンSTAGE
- HUNTER×HUNTERスタンプラリー※（限定カード付）
- 宝探しアドベンチャー 謎解きバトルTORE!パビリオン※
- ウミナンデス!
- 日清ラ王「袋麺、はじめました。」
- MotoGP日本グランプリ
- 高校生クイズパビリオン（早押しクイズ）
- ぱっツンPARK Bゾーン（1ゲーム※）
  - スッキリ!! スッキりすのバランスゲーム
  - PON! イッPON!橋ゴルフ
  - 1億人の大質問!?笑ってコラえて!ダーツゲーム
  - 金曜ロードSHOW! たたいて、とんでスタンリー
  - ぶらり途中下車の旅 ふわり途中下車
  - HUNTER×HUNTER スマートボール
  - 世界の果てまでイッテQ! ハンマーゴング

2013年
- 幸せを呼ぶ歌丸スライダー（『笑点』）

2014年
- 天才志村どうぶつ園スライダー

#### B1F・大階段
- ズームイン!!SUPER ズーミンスライダー（2010年）※
- 映画 怪物くんジャイアントスライダー（2011年）[5]
- 映画ヱヴァンゲリオン新劇場版:Q ヱヴァンゲリオン・綾波レイスライダー（2012年）

#### 1F・ゼロスタ、大屋根広場、クリスタルホール
※クリスタルホールは収録スタジオ「テレビバ」となって以降通常入場できなかったが、2010年より「汐留AX（SHIODOME-AX）」となってライブなどが行われるようになった。
2010年
- SHIODOME-AX※
- ぱっツンPARK（1ゲーム※）
  - 1億人の大質問!?笑ってコラえて!ダーツゲーム
  - 笑点座布団釣りゲーム
  - ズームイン!!SUPER パターゴルフ
  - スッキリ!!テリピタビンゴ
  - そらジロー輪投げ
  - ダベアスマートボール
- 映画『借りぐらしのアリエッティ』
  - 借りぐらしのアリエッティ×種田陽平展
  - モニュメント展示
- ヱヴァンゲリヲン新劇場版:破DVD大ヒット記念限定Shop2010
- SUUMOおえかき教室
- ドリンクステーション presented by コカ・コーラ及びアサヒ飲料

2011年
- ぱっツンPARK Aゾーン（1ゲーム※）
  - 笑点座布団釣りゲーム
  - そらジロー輪投げ
  - ZIP!ルーレットボウリング
  - ヒルナンデス! フェルナンデスくん玉入れ
- 映画『コクリコ坂から』モニュメント展示
- ZIP!展示
- スーモおえかき教室 produced by SUUMO
- ドリンクステーション presented by コカ・コーラ

2012年
- ぱっツンPARK Aゾーン（1ゲーム※）
  - そらジロー輪投げ
  - 火曜サプライズ にんにくんの坂道ゲートボール
  - ZIP!ルーレットボウリング
  - ヒルナンデス! フェルナンデスくん玉入れ
- 笑点座布団釣りゲーム※
- 映画『おおかみこどもの雨と雪』モニュメント展示
- 劇団四季『オペラ座の怪人』フォトスポット
- スーモの部屋であそぼう!!
- SHIODOME-AX※
- 日テレ人気番組集合（パネル展示。〜8月19日）
- 24時間テレビ 「愛は地球を救う」ヒストリー展（8月20日〜26日）

#### 2F・マイスタ&マイスタ広場
- 日テレ大時計（宮崎駿デザイン）
- ズームイン!!SUPER マイスタ見学ツアー（2010年）※

#### 2F・日テレホール&ホワイエ、ロビー
- ダウンタウンのガキの使いやあらへんで!!
  - 絶対に笑ってはいけないホテルマン24時（2010年、※限定カードキー付き）
  - 絶対に笑ってはいけないスパイ24時（2011年、※限定GIAバッジ付き）
  - 絶対に笑ってはいけない空港24時（2012年、※限定GASクルーバッジ付き）
  - 絶対に笑ってはいけない熱血教師24時（2013年、※）
  - 絶対に笑ってはいけない地球防衛軍24時（2014年、※）
- NEWS ZERO@space（2010年）
- 行列のできる法律相談所パビリオン TRY!3D体験（2010年）
- DASH×ズムサタ TOKIO遥かなるDASH海岸〜モザイクアート展〜（2010年）
- 恐怖の“汐留13スタジオ”presented by不可思議探偵団（2010年）※
  - 不可思議探偵団“汐留13スタジオ PARTII”（2011年）
- 嵐にしやがれパビリオン（2010年、2011年）
- 君に届けパワースポット（2010年、「君に届け恋みくじ」をカプセルトイにて販売）
- 映画『怪物くん』の世界展（2011年）
- フレデリック・バック展告知（2011年）
- 汐留うまいものストリート（2011年・2012年）
- 人気番組フリースローチャレンジ（2011年）
- 24時間テレビ（2011年・2012年）
- ぐるナイリストランテ・ゴチ&オミヤ（2012年）
- ヱヴァンゲリオンストア・第3汐留出張所（2012年）
- アベンジャーズ（2012年7月25日〜8月17日）

### ステージ

#### ぱっツンSTAGE
2010年
- ZOOM SUPER STAGE - 『ズームイン!!SUPER』プロデュースによるライブ。同番組が翌年終了のためこの年で最終開催となった。
AAA（8月2日）、JAY'ED（8月3日）、渡り廊下走り隊（8月4日）、西野カナ（8月9日）、ET-KING（8月10日）、松下優也（8月11日）、FUNKY MONKEY BABYS（8月12日）
- 汐博LIVE
スコット・マーフィー（8月9日）、Clover（8月21日）
- 「明日やること ゴミ出し 愛想笑い 恋愛。」公開記念トークショー（8月8日）
- 第4回汐留クリエーターズコンペティション表彰式（8月15日）
- そらジローイベント『夏のジャンケン・大抽選会!!』（8月22日）
- 新選組リアンスペシャルライブ（8月24日）
- 日本全国"地デジで元気!" in汐博（8月25日）[6]
- 日テレアンパンマンテラスSHIODOME Presents それいけ!アンパンマンショー『どんぶりまんトリオとデリシャス姫』（8月26日）
- ならゆりあCD発売記念ミニライブ&握手会（8月26日）

2011年
- PON!公開生放送（7月27日）[7]

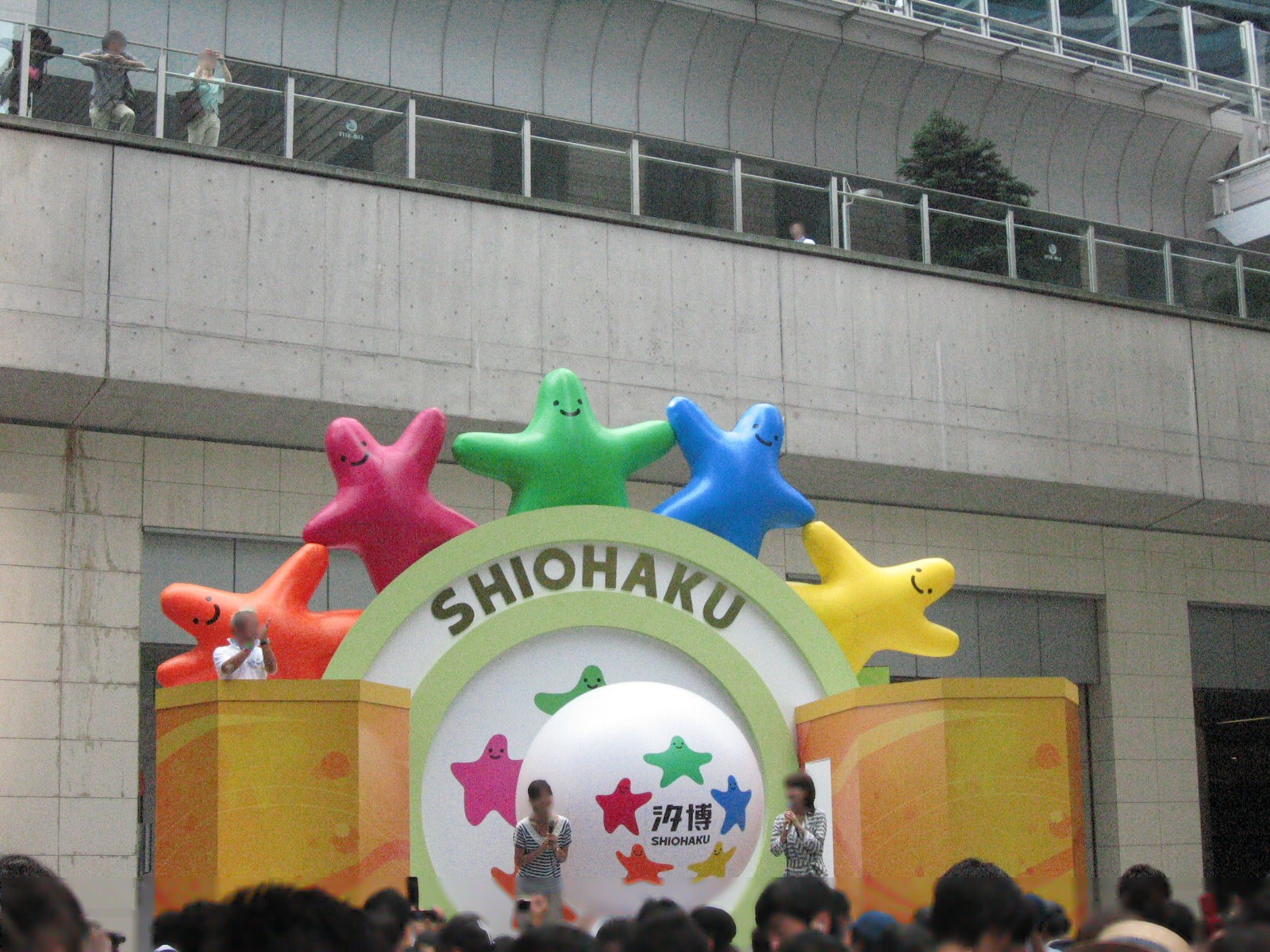
ぱっツンSTAGE（2011年）

- 汐留☆アイドルカーニバル!2011番外編（8月2日）- Berryz工房、ももいろクローバーZ
- ZIP!ライブ（8月12日）- 『ZIP!』プロデュースによるライブ[8]。2011年はHappiness、麻生夏子、ダイスケ&ZIPPEIが出演した。
- 吉川友（8月16日）
- キマグレン（8月17日）
- ナオト・インティライミ（8月17日）

#### SHIODOME-AX
※例外を除き有料
2010年
- ノーダウトの夏祭り at 日テレ汐博（7月24日、8月14日）
- 無敵!夏休みin汐博（7月25日、8月8日、8月15日、8月22日、8月29日）
腐男塾、中野腐女子シスターズ（8月8日を除く）
- エンタの神様リターンズ（7月26日、8月2日、8月9日、8月16日）
- Berryz工房（7月27日）
- ぱすぽ☆（7月29 - 31日）
  - 公開レッスン（7月29日）
  - ぱすぽ☆&D-Rive&美脚戦隊スレンダー（7月30日）
  - ぱすぽ☆単独舞台公演『サクラ色』（8月28日）
- 汐留グラビア甲子園 - ウェイバックマシン（2010年8月3日アーカイブ分）
  - 7月31日：開会式・予選
  - 8月7日：準決勝
  - 8月21日：決勝
  - 8月28日：アンコール
- 日テレジェニック2010 夏だ!水着だ!お祭りだ!!（8月1日）
- ズーミン絵本「おはようはまほうのことば」発売記念 羽鳥アナ&西尾アナ親子サイン会（8月5日）
- スマイレージ（8月6日）
- action!トークライブ2010（肩書は当時）
  - 8月9日：バンキシャ*action!「未解決事件〜真犯人と時効〜」
出演：福澤朗、ゲスト：菅家利和さん、清水潔（日本テレビ報道局記者・チーフクリエイター）
  - 8月10日：社会部*action!「拉致を忘れない」
出演：笛吹雅子、ゲスト：横田滋・早紀江夫妻
  - 8月11日：ウェークアップ*action!「地方再生・日本再生」
出演：辛坊治郎（読売テレビ解説委員）、笛吹雅子、ゲスト：大野伸（日本テレビ報道局・経済部デスク）
  - 8月12日：ZERO*action!「若者よ、世界をめざせ」
出演：村尾信尚、鈴江奈々アナウンサー、ゲスト：大西健丞（ピースウィンズ・ジャパン代表理事）
  - 8月13日：every.*action!「政治記者に聞いてみたいこと」
出演：藤井貴彦アナウンサー、丸岡いずみ、ゲスト：青山和弘（日本テレビ政治部記者・国会班キャップ）、伏屋由美子（同・官邸担当）
- 東京女子流汐留スペシャルLIVEだよん♡（8月12日）
- ハロプロエッグ（8月12日、8月19日、8月26日）
- SUPER☆GiRLS（8月13日、8月20日、8月27日）
- ももいろクローバー&私立恵比寿中学（8月17日）
- ももいろクローバー&麻生夏子（8月18日）
- Duo QuenArpa南風のコンサートat汐留AX（8月24日）
- アイドル博覧会2010～ICMアイドルコミケ☆～（8月25日）

2011年
- 汐留☆アイドルカーニバル!2011（7月22日〜8月31日）
- 汐留グラビア甲子園2011（1回戦：8月6日、準決勝：8月13日、決勝：8月20日）

ほか

## スタンプラリー
本イベントではスタンプラリーを開催しており、イベント期間中、会場となる日テレプラザ内各所にスタンプが設置される。会場内の全てのスタンプを集めると特典があるものもある。以下は主な例。
- 2010年 - 「中井正広のブラックバラエティ偉大なるスタンプラリー」
- 2011年
  - 「中井正広のブラックバラエティ黒バラ足壺ツボ健康スタンプラリー」
  - 「ZIP!スタンプラリー」会場内には7つのスタンプ台が設置された。スタンプは天気予報のキャラクター等のスタンプがあった。
- 2012年
  - 「HUNTER×HUNTERスタンプラリー」（有料、250円）
  - 「中井正広のブラックバラエティ（史上初3回目の）黒バラ足壺ツボ健康スタンプラリー」

## 冬の汐博
『冬の汐博』（ふゆのしおはく）は、日本テレビ主催で、毎年12月に汐留・日テレプラザで開催していた冬期イベント。汐博の冬版という位置づけである。こちらも2010年から2014年まで開催された。

### 開催日程（冬の汐博）
| 年     | イベント正式名     | 開催期間            | 開催日数 |
| ------ | ------------------ | ------------------- | -------- |
| 2010年 | 『冬の汐博2010』   | 不明                | 不明     |
| 2011年 | 『日テレ冬の汐博』 | 12月5日 - 12月25日  | 21日間   |
| 2012年 |                    |                     |          |
| 2013年 | 『冬の汐博2013』   | 12月20日 - 12月25日 | 6日間    |
| 2014年 | 『冬の汐博2014』   | 12月8日 - 12月28日  | 21日間   |

### 冬の汐博のイベント
主に開催されたイベントに、以下のものがある。

#### 日テレプラザ
大屋根広場
- イッテQ!ツリー（2011年）

ゼロスタ広場
- キラメキ☆3D MAGICALギフト（2011年）
- 映画『ワイルド7』ブース（2011年）
- 『映画 怪物くん』巨大バルーンモニュメント（2011年）

テレビバ
- SCOOPER（2011年）
- 心ゆさぶれ!先輩ROCK YOU（2011年）
- ママモコモブース（2011年）